# 베이 (프로게이머)
베이(본명: 박준병, 2002년 2월 19일 ~ )는 대한민국의 리그 오브 레전드 프로게이머로 아이디는 Bay이다. 포지션은 미드라이너이다.

## 선수 생활
2020년 6월 8일, 그리핀의 1군 로스터에 포함되면서 프로 커리어를 시작했다. 2020시즌 내현이 주전으로 활약하였으며 팀의 서브 선수로 활동했다.
2021시즌을 앞두고 농심 레드포스에 입단했다. 2021 스프링 시즌 팀의 주전 미드라이너로 활동했으나 좋지 못한 모습을 보여주었다. 서머 시즌을 앞두고 고리가 영입되면서 2군팀으로 샌드다운되었다.
2022시즌을 앞두고 PSG 탈론에 입단했다.

## 소속팀
| # | 팀명          | 소속 기간               | 소속 리그 | 비고 |
| - | ------------- | ----------------------- | --------- | ---- |
| 1 | 그리핀        | 2020.06.08~2020.11.27   | CK        |      |
| 2 | 농심 레드포스 | 2020.11.30~2021.12.09   | LCK       |      |
| 3 | PSG 탈론      | 2021.12.09~2022.06.02   | PCS       |      |
| 4 | T1            | 2022.12.27 ~ 2023.05.22 | LCK       |      |

## 수상 내역
- 2020 LoL KeSPA컵 울산 준우승
- 2022 퍼시픽 챔피언십 시리즈 스프링 우승